# SZEOL SC
A Szegedi Egységes Oktatási Labdarúgó Sport Club (rövidítve:SZEOL SC), egy magyar labdarúgóklub. Székhelye Szegeden található.

## Története
1993-ban Tisza Volán SC néven alapították. Ezt a nevet 2014 július 1-jéig viselte. A Tisza Volán cég megszűnésével összefüggésben, a klub neve 2014. július 1-jétől Szegedi Egységes Oktatási Labdarúgó Sport Clubra változott.

## Sikerei
Csongrád megyei I. osztály
- Bajnok: 2006-07, 2013-14